# Tulún
Tulún (en ruso: Тулун) es una ciudad del óblast de Irkutsk, en Rusia, centro administrativo del raión homónimo. Está situada en la llanura al norte de los montes Sayanes orientales, a orillas del río Iya, afluente del Angará, a 350 km al noroeste de Irkutsk, la capital del óblast. Su población se elevaba a 44.611 habitantes en 2010.

## Historia
Tulún fue creada en el siglo XVIII, en 1735 o algunos años más tarde. Tulún significa "valle" en idioma yakuto. En la segunda mitad del siglo XIX, Tulún era una ciudad próspera gracias a sus actividades comerciales y era sede del distrito. En 1897, el ferrocarril Transiberiano llegó a la localidad, que se llamaba entonces Tulúnnovskoye, lo que le dio un impulso definitivo a su desarrollo. En la estación de Niura, a 8 km de Tulún, se cargaba carbón hasta la revolución rusa de 1917, año en que cesó la actividad debido a la falta de demanda exterior.
El 26 de enero de 1920, el general del ejército blanco Vladímir Kápel murió cerca de Tulún.
Tulún recibió el estatus de Tipos de localidades habitadas en Rusia en dos ocasiones: en 1922-1924 y posteriormente en 1927.

## Demografía
| 1926  | 1939   | 1959   | 1970   | 1979   | 1989   | 2002   | 2008   |
| ----- | ------ | ------ | ------ | ------ | ------ | ------ | ------ |
| 6 000 | 28 000 | 41 800 | 49 400 | 51 800 | 52 903 | 51 848 | 47 811 |

## Cultura y lugares de interés
En Tulún se conservan una serie de edificios de madera del siglo XIX y cuenta con un museo de etnografía del territorio desde 1963.

## Economía y transporte
Tulún es un importante centro de la industria carbonífera y de la maderera. En las proximidades se encuentran las minas a cielo abierto Azeinski y Tulunski, dedicadas a la lignita, y una planta de hidrólisis asociada a ellas. También hay empresas dedicadas al material de construcción y la alimentaria.
Está conectada al ferrocarril Transiberiano (kilómetro 4.795 desde Moscú) y a la carretera M53 Novosibirsk-Irkutsk-Listvianka. Por aquí pasa así mismo la carretera nacional R419 en dirección a Bratsk.